# Galumna obvia
Galumna obvia is een mijtensoort uit de familie van de Galumnidae. De wetenschappelijke naam van de soort is voor het eerst geldig gepubliceerd in 1915 door Berlese.